# HD30849
HD30849 — хімічно пекулярна зоря спектрального класу A5, що має видиму зоряну величину в смузі V приблизно  8,8.
Вона  розташована на відстані близько 1117,0 світлових років від Сонця.

## Пекулярний хімічний вміст
Зоряна атмосфера HD30849 має підвищений вміст 
Cr
.